# Bayburt (provincie)
Bayburtská provincie je tureckou provincií, nachází se v severovýchodní části Malé Asie. Rozloha provincie činí 4 043 km2, v roce 2010 zde žilo 74 412 obyvatel, což z ní dělá nejméně lidnatou tureckou provincii. Hlavním městem provincie je Bayburt.

## Administrativní členění
Bayburtská provincie se administrativně člení na 3 distrikty:
- Bayburt
- Aydıntepe
- Demirözü